# Цегельня (гміна Острувек)
Цегельня (пол. Cegielnia) — село в Польщі, у гміні Острувек Любартівського повіту Люблінського воєводства.
Населення — 147 осіб (2011).
У 1975-1998 роках село належало до Люблінського воєводства.

## Демографія
Демографічна структура станом на 31 березня 2011 року:
|          | Загалом | Допрацездатний вік | Працездатний вік | Постпрацездатний вік |
| -------- | ------- | ------------------ | ---------------- | -------------------- |
| Чоловіки | 72      | 16                 | 43               | 13                   |
| Жінки    | 75      | 14                 | 36               | 25                   |
| Разом    | 147     | 30                 | 79               | 38                   |